# بازیابی از حادثه
بازیابی از حادثه (به انگلیسی: Disaster Recovery)؛ حادثه رویدادی طبیعی یا انسانی است که موجب تأثیرات منفی بر محیط یا سازمان‌ها می‌گردد. این امر با اختلال در موضوع تداوم کسب و کار حتی می‌تواند اهداف بلند مدت کسب و کار را نیز تحت تأثیر قرار دهد. حوادث اغلب به عنوان عدم مدیریت مؤثر مخاطرات از سوی نهادهای کسب و کار مختلف شناخته می‌شوند. در سناریوی کنونی اقتصاد جهانی، سازمان‌ها بیشتر در معرض معضلات طبیعی، انسانی و فنی قرار دارند به‌طوری‌که هر حادثه، از سیل و آتش‌سوزی گرفته تا تروریسم‌های سایبری و ویروس‌ها، می‌توانند بر دسترس پذیری، قابلیت اطمینان و تعرض‌ناپذیری منابع عمده کسب و کار تأثیرگذار باشد.
فجایع طبیعی، شکست‌های فنی، اشتباهات انسانی و فعالیت‌های مخرب منجر به افزایش اختلال در عملیات کسب و کار می‌شود. نهادها باید از این رخدادها آگاهی داشته و به منظور رویارویی با آن‌ها، برنامه‌ریزی‌ها و آماده‌سازی‌های لازم را انجام دهند. حوادث به‌طور گسترده به دو مقوله زیر طبقه‌بندی می‌شوند:
- حوادث طبیعی: حوادث طبیعی، وقایع ناگهانی ناشی از عوامل محیطی هستند که منجر به خسارت‌های جانی و مالی می‌شوند.
- حوادث انسانی: حوادث انسانی ناشی از خطای انسانی، نبود دانش و آگاهی، غفلت یا حتی نیت‌های مخرب می‌باشد. این حوادث غیرقابل پیش‌بینی بوده و امکان توسعهٔ آن‌ها در منطقه‌ای وسیع وجود دارد. این حوادث گاهی غیرقابل پیشگیری نیز می‌باشند. خرابی سیستم، قطع جریان مخابراتی یا برق، تروریسم و تروریسم سایبری در این رده از حوادث قرار دارند.

## تعریف بازیابی از حادثه
بازیابی از حادثه شامل فرایندها، سیاست‌ها و رویه‌های لازم برای فراهم‌سازی قابلیت بازیابی عملیات‌ و تداوم عملکردهای حیاتی سازمان پس از وقوع حادثه است. مسائل و موضوعاتی نظیر آسیب‌ها و خسارت‌های فیزیکی، تلاش‌هایی در جهت هک و نفوذ، وجود نرم‌افزارهای مخرب کامپیوتری و بروز شرایط اضطراری در مقولهٔ امنیت اطلاعات، دولت‌ها و شرکت‌ها را به تمرکز بر موضوع بازیابی از حادثه ترغیب می‌کند.
راهکارهای مربوط به این مقوله باید نوع سازمان و عناصر مورد نیاز برای حفظ وضعیت اجرایی آن را در نظر داشته باشد.
بازیابی از حادثه، به دلایل زیر برای هر سازمانی حائز اهمیت است:
- بازگشت سریع سازمان به شرایط عملیاتی عادی خود
- محدودسازی تأثیرات منفی حادثه بر عملکرد کسب و کار
- کمینه‌سازی احتمال وقوع آتی انواع خاصی از حادثه

## چرخه عملیاتی بازیابی از حادثه
حوادث علل و ریشه‌های مختلفی دارند؛ از حوادث طبیعی گرفته تا حوادثی که عمدی و خطای انسانی محسوب شده و منجر به گسستگی در کسب و کار می‌شوند. تلاش‌های بازیابی از حادثه به محض بروز نشانه یا گزارشی از یک حادثه آغاز می‌شود. تیم‌های بازیابی از حادثه، نخست به بررسی ماهیت حادثه پرداخته و سپس طرح‌های بازیابی از حادثه را برای غلبه بر حوادث و بازگرداندن عملیات به وضعیت عادی خود به اجرا درمی‌آورند.

## مراحل بازیابی از حادثه

### مرحلهٔ فعال‌سازی
رسیدگی و واکنش فوری و فعال به حوادث می‌تواند تأثیرات مخرب بر سازمان را تا حد زیادی کاهش دهد. توانایی تیم‌های بازیابی از حادثه به تشخیص به موقع پیش سازهای حوادث می‌تواند به جلوگیری از حوادث به سازمان‌ها کمک کند. در شرایطی که تشخیص حوادث از پیش امکان‌پذیر نیست، اجرای سریع طرح‌ها و رویه‌های بازیابی از حادثه نقش مهمی در به حداقل رساندن تأثیرات حوادث ایفا می‌کند. مرحلهٔ فعال سازی، نخستین مرحله پس از تشخیص علایم حادثه است. تیم‌های بازیابی از حادثه پیش از فعال‌سازی فرایند بازیابی از حادثه، نیازمند تأیید وقوع حادثه هستند. مرحلهٔ فعال‌سازی خود شامل مراحل زیر است:
- اطلاع‌رسانی به ذینفعان و اشخاص تحت تأثیر حادثه که به‌طور فعال در فرایند بازیابی از حادثه در گیر هستند
- بررسی آسیب در راستای تعیین سطح ضرورت پاسخ
- تصمیم‌گیری در خصوص فعال‌سازی فرایند بازیابی از حادثه

### مرحلهٔ اطلاع‌رسانی
اطلاع‌رسانی، تمامی اشخاص تحت تأثیر را از بروز حادثه در سازمان آگاه می‌سازد. به این ترتیب، سازمان در وضعیت مربوط به اجرای عملیات حادثه قرار گرفته و مکانیزم‌های بازیابی از حادثهٔ اجرا شده در سازمان را فعال می‌سازد. در نهایت، دستورالعمل رسمی جهت تغییر به وضعیت بازیابی از حادثه ابلاغ می‌شود.
اطلاع‌رسانی‌های حادثه را می‌توان با استفاده از سیستم‌های مخابراتی مختلف مانند پست الکترونیک، فکس و تماس تلفنی اعلام نمود. سیاست اطلاع‌رسانی سازمان‌ها باید به گونه‌ای باشد که به وضوح نوع رسانه‌های ارتباطی مورد استفاده در سناریوهای مختلف و جزییات اطلاعات کارکنان به منظور تماس و اطلاع‌رسانی در شرایط مختلف را تشریح کند.
اطلاعات هشدار شامل موارد زیر است:
- ماهیت حادثه و آسیبی که نهایتاً ممکن است به آن بینجامد
- تلفات جانی، صدمات و آسیب به زیرساخت‌های حیاتی
- جزییات واکنش اولیه
- برآورد زمان بازیابی
- تمهیدات جایگزین برای به حداقل رساندن تأثیرات جانی و مالی
- ارایهٔ اطلاعات در خصوص جلسات توجیهی، نشست‌ها و مذاکرات برای ابلاغ دستورالعمل‌های واکنش‌های بعدی
- اعلام دستورالعمل‌هایی برای جابه جایی‌های کوتاه مدت یا دائم
- دستورالعمل‌هایی برای کسب اطلاعات بیشتر و درصورت لزوم مساعدت از افرادی که با آن‌ها تماس گرفته خواهد شد

### مرحلهٔ ارزیابی خسارت
ارزیابی خسارت به منظور انجام واکنش مناسب در زمینهٔ بازیابی از حادثه حائز اهمیت است. این امر جهت تعیین سطح فوریت و اجرای راه حل‌های مناسب بازیابی از حادثه نیز از اهمیت بالایی برخوردار است. به عنوان مثال، اگر نتایج ارزیابی خسارت برای یک مورد قطعی برق نشان دهد که منابع برق، پیش از به پایان رسیدن توان باتری سیستم‌ها مجدداً برقرار می‌شوند، مسلماً از اضطراب تیم بازیابی از حادثه کاسته خواهد شد.
ارزیابی صحیح خسارت به اجتناب از پیغام‌های هشدار غیرضروری نیز کمک می‌کند. رویه‌های ارزیابی خسارت و نتایج پس از حادثه، با توجه به عوامل زیر متفاوت هستند:
- ماهیت و علت حادثه
- حساسیت عملیات و سیستم‌های تحت تأثیر حادثه
- احتمال آسیب بیشتر به دلیل وقوع رویدادی فاجعه بار
- ماهیت فناپذیر زیرساخت‌های حیاتی
- زمان بازیابی مورد نیاز برای سیستم‌ها و عملیات‌های آسیب دیده